# Coluteocarpus
Coluteocarpus é um género botânico pertencente à família Brassicaceae.